# Água de Pena
Água de Pena é uma freguesia portuguesa do município de Machico,  com 5,08 km² de área e 2749 habitantes (censo de 2021). A sua densidade populacional é 541,1 hab./km².

## Demografia
A população registada nos censos foi:
| Distribuição da População por Grupos Etários | Distribuição da População por Grupos Etários | Distribuição da População por Grupos Etários | Distribuição da População por Grupos Etários | Distribuição da População por Grupos Etários |
| -------------------------------------------- | -------------------------------------------- | -------------------------------------------- | -------------------------------------------- | -------------------------------------------- |
| Ano                                          | 0-14 Anos                                    | 15-24 Anos                                   | 25-64 Anos                                   | > 65 Anos                                    |
| 2001                                         | 364                                          | 264                                          | 923                                          | 208                                          |
| 2011                                         | 476                                          | 254                                          | 1431                                         | 273                                          |
| 2021                                         | 481                                          | 330                                          | 1552                                         | 386                                          |